# Datopotamab deruxtecan
Datopotamab deruxtecan, vendido sob o nome comercial Datroway, é um medicamento anticâncer usado para o tratamento do câncer de mama . É um anticorpo direcionado a Trop-2 e um conjugado anticorpo-fármaco inibidor da topoisomerase .
As reações adversas mais comuns, incluindo anormalidades laboratoriais, incluem estomatite, náusea, fadiga, diminuição de leucócitos, diminuição de cálcio, alopecia, diminuição de linfócitos, diminuição de hemoglobina, constipação, diminuição de neutrófilos, olho seco, vômitos, aumento de ALT, ceratite, aumento de AST e aumento de fosfatase alcalina.
O datopotamab deruxtecan foi aprovado para uso médico nos Estados Unidos em janeiro de 2025, e na União Europeia em abril de 2025.

## Uso médico
O datopotamab deruxtecan é indicado para o tratamento de adultos com câncer de mama inoperável ou metastático, receptor hormonal positivo, receptor do fator de crescimento epidérmico humano 2 negativo (IHC 0, IHC1+ ou IHC2+/ISH-) que receberam terapia e quimioterapia endócrinas anteriores para doença inoperável ou metastática.
Em junho de 2025, a Food and Drug Administration dos EUA expandiu a indicação para incluir o tratamento de adultos com câncer de pulmão de células não pequenas localmente avançado ou metastático com mutação do receptor do fator de crescimento epidérmico que receberam terapia anterior direcionada ao receptor do fator de crescimento epidérmico e quimioterapia à base de platina.

## Efeitos colaterais
As informações de prescrição dos EUA para datopotamab deruxtecan incluem advertências e precauções para doença pulmonar intersticial/pneumonite, reações adversas oculares, estomatite e toxicidade embriofetal.
O datopotamab deruxtecan está associado a uma série de eventos adversos. Os efeitos colaterais mais comuns são estomatite, náusea, fadiga, alopecia (perda de cabelo), constipação, vômito, olho seco, ceratite, anemia, diminuição do apetite, aumento da aspartato transferase (AST), erupção cutânea, diarreia, neutropenia e aumento da alanina aminotransferase (ALT).

## Farmacologia

### Mecanismo de ação
Como um conjugado anticorpo-fármaco (ADC), o datopatomab deruxtecan liga-se ao Trop-2 e sofre internalização do receptor, permitindo que a parte ativa (ou seja, o fármaco anticâncer ativo) seja transportado para dentro da célula. Ele é transportado para os lisossomos . Dentro da célula, ele é dividido pela clivagem seletiva do ligante tetrapeptídico ( Gly -Gly- Phe -Gly) por enzimas específicas para células tumorais, como as catepsinas . Isso resulta na liberação de exatecan, que atua na topoisomerase, uma enzima essencial para a replicação do DNA que controla o enrolamento da hélice do DNA, levando a danos no DNA, parada da replicação celular e, consequentemente, apoptose. Então, o exatecan é capaz de penetrar nas células vizinhas, causando assim uma cascata de morte celular. A concentração inibitória mínima (CIM) do exatecan in vitro mostrou ser igual a 0,31 μM. Exatecan é um derivado da camptotecina, uma substância encontrada em Camptotheca acuminata .

### Farmacocinética
| Parâmetro                           | Datopatamab deruxtecan | Deruxtecan       |
| ----------------------------------- | ---------------------- | ---------------- |
| C <sub id="mwkw">máx.</sub>         | 154 μg/mL              | 2.8 ng/mL        |
| AUC                                 | 671 μg*dia/mL          | 18 ng*dia/mL     |
| volume médio em estado estacionário | 3,5                    | não              |
| ligação às proteínas plasmáticas    | n / D                  | 98%              |
| razão de concentração sangue-plasma | não                    | 0,6 ( in vitro ) |
| meia-vida (t 1/2 )                  | 4,8 dias               | 5,5 dias         |
| liberação                           | 0,6 L/dia              | não              |

#### Metabolismo e interações
O deruxtecan é metabolizado pelo CYP3A4, sem glicuronidação notável. Além disso, é um substrato de vários sistemas transportadores, como OATP1B1, OATP1B3, MATE2-K, P-gp, MRP1 e BCRP . Portanto, o uso com itraconazol (inibidor do CYP3A) e ritonavir (inibidor do OATP1B/CYP3A) é contraindicado.

## Histórico
A eficácia foi avaliada no TROPION-Breast01 (NCT05104866), um ensaio clínico multicêntrico, aberto e randomizado. Os participantes devem ter apresentado progressão da doença, sido considerados inadequados para terapia endócrina adicional e ter recebido uma ou duas linhas de tratamento de quimioterapia anterior para doença inoperável ou metastática. Os participantes foram excluídos por histórico de DII/pneumonite que requeria esteroides, DII/pneumonite em andamento, metástases cerebrais clinicamente ativas ou doença da córnea clinicamente significativa. Os participantes também foram excluídos por status de desempenho ECOG >1. A randomização foi estratificada por linhas de tratamento anteriores de quimioterapia, tratamento anterior com inibidor de CDK4/6 e região geográfica. Um total de 732 participantes foram randomizados (1:1) para datopotamab deruxtecan (n=365) ou quimioterapia de escolha do investigador (n=367); eribulina (60%), capecitabina (21%), vinorelbina (10%) ou gemcitabina (9%).
A eficácia foi avaliada em um subgrupo composto por 114 participantes com câncer de pulmão de células não pequenas localmente avançado ou metastático com mutação do receptor do fator de crescimento epidérmico que receberam tratamento prévio com terapia direcionada ao receptor do fator de crescimento epidérmico e quimioterapia à base de platina e receberam datopotamab deruxtecan na dose recomendada em dois ensaios clínicos: TROPION-Lung05 e TROPION-Lung01. O TROPION-Lung05 (NCT04484142) foi um ensaio multicêntrico de braço único, enquanto o TROPION-Lung01 (NCT04656652) foi um ensaio multicêntrico, aberto, randomizado e controlado.
A Food and Drug Administration dos EUA concedeu o pedido de revisão prioritária e designações de terapia inovadora para datopotamab deruxtecan.

## Sociedade e cultura

### Situação jurídica
O datopotamab deruxtecan foi aprovado para uso médico nos Estados Unidos em janeiro de 2025. Em dezembro de 2024, a Food and Drug Administration dos EUA concedeu o pedido de designação de terapia inovadora com datopotamab deruxtecan.
Em janeiro de 2025, o Comité dos Medicamentos para Uso Humano da Agência Europeia de Medicamentos adotou um parecer positivo, recomendando a concessão de uma autorização de introdução no mercado para o medicamento Datroway, destinado ao tratamento do câncer de mama. O requerente deste medicamento é a Daiichi Sankyo Europe GmbH. O datopotamab deruxtecan foi autorizado para uso médico na União Europeia em abril de 2025.

### Nomes
Datopotamab deruxtecan é o nome não proprietário internacional, e o nome adotado nos Estados Unidos .
O datopotamab deruxtecan é vendido sob o nome comercial Datroway.